# Кубок Испании по футболу 1986/1987
Кубок Испании по футболу 1986/1987 — 83-й розыгрыш Кубка Испании по футболу выиграл Реал Сосьедад. Этот кубок стал вторым в истории команды.
Соревнование прошло в период с 17 сентября 1986 по 27 июня 1987 года.

## Результаты матчей

### 1/4 финала
| Команда 1       | Итог | Команда 2     | 1-й матч | 2-й матч |
| --------------- | ---- | ------------- | -------- | -------- |
| Атлетик Бильбао | 2:1  | Логроньес     | 2:0      | 0:1      |
| Атлетико Мадрид | 4:1  | Мальорка      | 1:0      | 3:1      |
| Осасуна         | 2:6  | Реал Мадрид   | 1:2      | 1:4      |
| Мальорка B      | 1:10 | Реал Сосьедад | 0:0      | 1:10     |

### 1/2 финала
| Команда 1     | Итог | Команда 2       | 1-й матч | 2-й матч |
| ------------- | ---- | --------------- | -------- | -------- |
| Реал Мадрид   | 3:4  | Атлетико Мадрид | 3:2      | 0:2      |
| Реал Сосьедад | 1:0  | Атлетик Бильбао | 0:0      | 1:0      |

### Финал
| 27 июня, 1987 год          | \| Реал Сосьедад \| 2:2 (овертайм) \| Атлетико Мадрид \| \| Лопез Уфарте 9′ · Чики 36′ \| Голы \| Да Сильва 25′ · Рубио 74′ \| | Ла-Ромареда, Сарагоса Зрителей: 37 000 |
| Реал Сосьедад              | 2:2 (овертайм) | Атлетико Мадрид                        |
| Лопез Уфарте 9′ · Чики 36′ | Голы | Да Сильва 25′ · Рубио 74′              |

| Серия пенальти:                        |     |                                      |
| Бакеро · Муджика · Мартин · Ларраньяга | 4:2 | Рубио · Да Сильва · Ландабуру · Кике |